# Miguel Fluxà Rosselló
Pour les articles homonymes, voir Rosselló (homonymie).
Miguel Fluxà Rosselló, né en juillet 1938 sur l'Île de Majorque, est un chef d'entreprise et milliardaire espagnol, propriétaire du Groupe Iberostar (en), groupe hôtelier présent dans dix-huit pays et comptant 114 établissements. Il est l'héritier de troisième génération d'une entreprise de fabrication de chaussures.

## Biographie
Il est né à Majorque en 1938. Son père était Llorenç Fluxà Figuerola (ca) et son grand-père, Antonio Fluxà.
En 1986, Il achète Iberostar, une entreprise hôtelière fondée en 1956, qu'il renomme groupe Iberostar.
Il crée la Fondation Iberostar en 2004 dans le but d'aider dans l'éducation et l'amélioration du niveau de vie.
En 2006, il revend les activités de voyagiste de son groupe au groupe Carlyle pour $950 millions.
Sa fortune est estimée à 2,3 milliards de dollars par Forbes en 2023, le classant 1104ème fortune mondiale.

## Prix et distinctions
- Officier de l'Ordre du Ouissam Alaouite (2009)[4].

- 2014 : Médaille des Îles Baléares[5]

## Vie personnelle
Miguel vit à Esporles sur l'Île de Majorque avec sa femme Sabina Thienemann. Il a deux filles, qui travaillent toutes deux pour son entreprise.